# Жаму-Маре (комуна)
Жаму-Маре (рум. Jamu Mare) — комуна у повіті Тіміш в Румунії. До складу комуни входять такі села (дані про населення за 2002 рік):
- Герман (280 осіб)
- Жаму-Маре (1434 особи)
- Клоподія (788 осіб)
- Лецунаш (315 осіб)
- Ферендія (510 осіб)

Комуна розташована на відстані 379 км на захід від Бухареста, 58 км на південь від Тімішоари.

## Населення
За даними перепису населення 2002 року у комуні проживали 3327 осіб.
Національний склад населення комуни:
| Національність | Кількість осіб | Відсоток |
| -------------- | -------------- | -------- |
| румуни         | 2893           | 87,0%    |
| угорці         | 243            | 7,3%     |
| цигани         | 73             | 2,2%     |
| німці          | 63             | 1,9%     |
| чехи           | 35             | 1,1%     |
| серби          | 6              | 0,2%     |
| українці       | 5              | 0,2%     |
| словаки        | 3              | 0,1%     |
| болгари        | 3              | 0,1%     |
| поляки         | 2              | 0,1%     |
| хорвати        | 1              | < 0,1%   |

Рідною мовою назвали:
| Мова       | Кількість осіб | Відсоток |
| ---------- | -------------- | -------- |
| румунська  | 3001           | 90,2%    |
| угорська   | 178            | 5,4%     |
| циганська  | 73             | 2,2%     |
| німецька   | 51             | 1,5%     |
| чеська     | 14             | 0,4%     |
| сербська   | 6              | 0,2%     |
| словацька  | 3              | 0,1%     |
| болгарська | 1              | < 0,1%   |

Склад населення комуни за віросповіданням:
| Релігія                             | Кількість осіб | Відсоток |
| ----------------------------------- | -------------- | -------- |
| православні                         | 2491           | 74,9%    |
| римо-католики                       | 462            | 13,9%    |
| греко-католики                      | 209            | 6,3%     |
| баптисти                            | 112            | 3,4%     |
| реформати                           | 10             | 0,3%     |
| адвентисти                          | 9              | 0,3%     |
| п'ятдесятники                       | 5              | 0,2%     |
| лютерани (Аугсбурзького сповідання) | 4              | 0,1%     |
| не релігійні                        | 3              | 0,1%     |
| лютерани                            | 2              | 0,1%     |